# NGC 5715
NGC 5715 ist ein offener Sternhaufen im Sternbild Zirkel und hat eine Winkelausdehnung von 7,0' und eine scheinbare Helligkeit von 9,8 mag. Er wurde am 8. Mai 1826 von James Dunlop entdeckt und wird auch als OCL 929 oder ESO 176-SC2 bezeichnet.